# Alfons V de Ribagorça
Alfons V d'Aragó d'Eiximenis, dit el Jove (ca. 1358 - 1424/1425), fou duc de Gandia, comte de Dénia i comte de Ribagorça (1412-1425). Era fill del comte Alfons IV de Ribagorça i la seva muller, Violant Eiximenis d'Arenós.

## Biografia
Es casà el 20 de gener de 1393 a Tudela amb Maria de Navarra, filla de Carles II de Navarra. Vers el 1420 es casà novament amb Aldonça March, filla de Joan March i Violant Vilarig.
Fou pretendent al tron de la Corona d'Aragó durant el Compromís de Casp després de la mort del seu pare, però tenia molt poc suport i acabà la votació final amb 0 vots. Durant la Revolta del comte d'Urgell va lluitar al costat de Ferran d'Antequera durant el setge de Balaguer, bloquejant la ciutat pel portal de Lleida, i va negociar la rendició del revoltat.
Alfons el Jove desenvolupà la construcció d'importants monuments com el Monestir de Sant Jeroni de Cotalba i el Palau Ducal de Gandia que foren anteriorment iniciats pel seu pare Alfons el Vell.
A la seva mort sense descendència es produí un plet per la successió dels seus territoris, que es va resoldre amb el pas provisional de Gandia a Hug de Cardona i de la Ribagorça a l'infant Joan d'Aragó, futur Joan II d'Aragó. Pocs anys després, el 1433, Hug de Cardona hagué de cedir el ducat de Gandia a Joan d'Aragó, d'aquesta manera tornaven a unir-se els títols de duc de Gandia i comte de Ribagorça.